# 李同芳 (萬曆庚辰進士)
李同芳（1541年—1621年），字濟美，號晴原，直隸蘇州府崑山縣（今江蘇省昆山市）人，明朝政治人物。萬曆庚辰進士，官至山東巡撫。

## 生平
萬曆元年（1573年）癸酉科應天府鄉試第八十七名。萬曆八年（1580年）會試第二名，登二甲第五名進士。礼部觀政，本年授刑部山東司主事，父亲去世丁憂归乡。十二年复除礼部主事，十三年遷禮部員外郎，主考湖广乡试。十五年升郎中。萬曆十七年（1589年）二月，出爲浙江按察司提學副使。萬曆二十年（1592年）五月，陞湖廣岳州兵備右參政。二十三年升贵州按察使，二十四年改调。二十六年补官廣東左参政，三十年升本省按察使，三十二年升山東右布政使，三十五年遷左布政使。萬曆四十年（1612年）四月，以都察院右副都御史巡撫山東。次年因反對福王朱常洵就封賜地，告病請歸。天启元年（1621年）十月初四，李同芳在家中离世，终年81岁，贈工部右侍郎。
其墓地位於昆山花桥镇红庙渡昆字圩之原，後石碑石刻被人迁移至上海的法華鎮境內。

## 著作
李同芳自录生平善绩，著有《视履类编》。
- 《饮酒》

山扉悄无事，家酿复新香。
迟尔二三子，陶然醑一觞。
论心爱丘壑，炙背阅年光。
雪积冰难解，冬残日乍长。
岁时鸟过目，身世雁随阳。
多谢高阳伴，同来入醉乡。

## 家族
曾祖李鑌；祖父李忱；父李棠，號號懷石先生。前母高氏；母王氏。严侍下。
子李胤昌，萬曆庚子解元，辛丑進士。